# Ulmerochorema membrum
Ulmerochorema membrum är en nattsländeart som beskrevs av Arturs Neboiss 1962. Ulmerochorema membrum ingår i släktet Ulmerochorema och familjen Hydrobiosidae. Inga underarter finns listade i Catalogue of Life.